# Tốc độ khung hình

Hoạt hình của một chú ngựa hiển thị với tốc độ 12 bức vẽ mỗi giây (hay 12 fps), chuyển động nhanh ở viền tương đối giật.

Tốc độ khung hình hoặc tỷ suất khung hình (tiếng Anh: frame rate), được tính bằng số khung hình trên một giây (frames per second hay viết tắt là FPS) là tần số (tốc độ) mà tại đó các hình ảnh liên tiếp được gọi là khung hình xuất hiện trên màn hình. Thuật ngữ này áp dụng như nhau cho phim và máy quay video, đồ họa máy tính và hệ thống ghi hình chuyển động. Tốc độ khung hình cũng có thể được gọi là tần số khung hình (frame frequency) và được biểu thị bằng đơn vị hertz.